# Evelyn Everett-Green
Evelyn Ward Everett-Green (Londres, 17 de novembro de 1856 – Funchal, 23 de abril de 1932) foi uma escritora britânica que iniciou sua carreira literária escrevendo para crianças, depois para jovens e posteriormente passou a escrever romaces para adultos. Ela escreveu perto de 350 livros, mais de 200 sob seu próprio nome, e os outros sob pseudônimos diversos: H. F. E., Cecil Adair, E. Ward, ou Evelyn Dare.

## Biografia
A mãe de Evelyn mãe era a historiadora Mary Anne Everett Green e seu pai George Pycock Green era um artista; a família era metodista. Durante um ano no Bedford College, em Londres (1872 - 1873), Everett-Green escreveu seu primeiro romance, e continuou a escrever enquanto estudava na London Academy of Music. A morte do seu irmão, em 1876, significou o fim dos planos de ir à India com ele, e ela se ocupou com seus trabalhos, inclusive ensinando e ajudando na Sunday School.
Em 1880, teve seu primeiro trabalho publicado, “Tom Tempest's Victory”, seguido por outros, apesar de o inverno da cidade prejudicar sua saúde. Em 1883, foi viver fora de Londres, com Catherine Mainwaring Sladen, e entre 1890 e 1900, esteve em repouso em Albury, Surrey. Em 1911, foi para o exterior, estabelecendo-se na Ilha da Madeira.
Durante o tempo em que esteve em Albury, escreveu numerosos romances históricos, e alguns poucos contos para a Religious Tract Society. Sua novela sobre Joana D’Arc, “Called of Her Country” (1903), mais tarde foi reeditado como “A Heroine of France” (1906).
Muito da ficção de Everett-Green era dirigido para as meninas, mas ela escreveu também histórias de aventura para os meninos, como “A Gordon Highlander” (1901). Após começar a escrever para adultos, usou o pseudônimo Cecil Adair.

## Lista de obras[2]
| - Lady Temple's Grandchildren, 1883 - Lenore Annandale's Story, 1884 - Torwood's Trust, 3 volumes, 1884 - Two London Homes, 1884 - Cuthbert Coningsby, 1884 - The Cottage and the Grange, 1885 - Mr Hatherly's Boys, 1885 - Uncle Roger, ou, A Summer of Surprises, 1885 - True to Himself; ou, My Boyhood's Hero (outro nome: True To The Last), 1885 - The Eversley Secrets, 1886 - Winning the Victory, 1886 - The Heiress of Wylmington, 1886 - The Head of the House, 1886 - A Child without A Name, 1887 - The Last of the Dacres, 1887 - Joint Guardians, 1887 - Her Husband's Home, 1887 - Dulcie's Little Brother, 1887 - Our Winnie, 1887 - Temple's Trial, 1887 - Little Lady Clare, 1888 - Two Enthusiasts, 1888 - Dodo, an Ugly Little Boy, 1888 - Ruthven of Ruthven, 1888 - Dulcie and Tottie, 1889 - The Little Midshipman, 1889 - Marcus Stratford's Charge, 1889 - Miriam's Ambition, 1889 - My Black Sheep, 1889 - My Boynie, 1889 - Monica, 3 volumes, 1889 - Vera's Trust, 1889 - Dorothy's Vocation, 1890 - The Secret of the Old House, 1890 - Clive's Conquest, 1890 - Daring Dot, 1890 - Miss Meyrick's Niece, 1890 - Little Ruth's Lady, 1890 - Dorothy's Vocation, 1890 - The Stronger Will, 1890 - Syd's New Pony, 1890 - A Summer Holiday, 1890 - Sir Aylmer's Heir, 1890 - Oliver Langton's Ward, 1890 - The Witch of the Quarry Hut, 1890 - Mischievous Moncton, 1890 - Fir-Tree Farm, 1891 - Dick Whistler's Tramp, 1891 - Bertie Clifton, 1891 - Dare Lorimer's Heritage, 1891 - Mrs Romaine's Household, 1891 - Dulcie's Love Story, 1891 - Sydney's Secret, 1891 - Loyal Hearts, 1891 - In the Wars of the Roses, 1892 - The Church and the King, 1892 - The Doctor's Dozen, 1892 - Wyhola, 1892 - A Holiday in a Manor House, 1892 - Old Miss Audrey, 1892 - Falconer of Falconhurst, 1892 - Don Carlos, Our Childhood's Hero, 1892 - Namesakes, 1892 - A Pair of Pickles, 1892 - Shadow-land, 1892 - The Lord of Dynevor, 1892 - Everybody's Friend, 1893 - The Great Show, 1893 - Little Miss Vixen, 1893 - Golden Gwendolyn, 1893 - Over the Sea Wall, 1893 - The Wilful Willoughbys, 1893 - Tom Heron of Sax, 1893] - St Wynfrith and Its Inmates, 1893 - Ronald Kennedy, 1893 - In the Days of Chivalry, 1893 - A Hero of the Highlands, 1893 - Friends or Foes?, 1893 - St Wynfrith and Its Inmates, 1893 - Maud Melville's Marriage, 1893 - Afterthought House, 1894 - Flats, 1894 - Miss Uraca, 1894 - Shut In, 1894 - My Cousin from Australia, 1894 - The Secret Chamber at Chad, 1894 - The Family, 1894 - Evil May-Day, 1894 - Keith's Trial and Victory, 1894 - The Phantom Brother and the Child (com outros autores), 1894 - A Difficult Daughter, 1895 - Ralph Roxburgh's Revenge, 1895 - A Great Indiscretion, 1895 - The Sunny Side of the Street, 1895 - Judith, the Money-Lender's Daughter, 1895 - Eustace Marchmont, 1895 - Duff Darlington, 1895 - Pat, the Lighthouse Boy, 1895 - A Stepmother's Strategy, 1895 - His Choice - and Hers (com H Louisa BEDFORD), 1895 - Enid's Ugly Duckling (com H Louisa BEDFORD), 1896 - In Taunton Town, 1896 - The Chatterton Mystery, 1896 - Olive Roscoe, 1896 - A Soldier's Son and the Battle He Fought, 1896 - Arnold Inglehurst, the Preacher, 1896 - Dominique's Vengeance, 1897 - The Sign of the Red Cross, 1897 - Molly Melville, 1897 - The Young Pioneers, 1897 - Squib and His Friends, 1897 - Battledown Boys, 1898 - For the Queen's Sake, 1898 - A Clerk of Oxford, e His Adventures in the Barons' War, 1898 - Joy's Jubilee, 1898 - Tom Tufton's Toll, 1898 - Tom Tufton's Travels, 1898 - Little Lois, 1898 - 'Sister', 1898 - Priscilla (com H Louisa BEDFORD), 1899 - French and English, 1899 - Esther's Charge, 1899 - The Probation of Mervyn Castleton, 1899 - Miss Marjorie of Silvermead, 1899 - Sir Reginald's Ward, 1899 - The Mystery of Alton Grange, 1899 - Gladys or Gwenyth [f\|1899 - Bruno and Bimba, 1900 - A Fiery Chariot, 1900 - The Silver Axe, 1900 - Under the Village Elms, 1900 - The Little Match-Girl, 1900 - The King's Butterfly, 1900 - Eleanor's Hero [f\|1900 - Odeyne's Marriage, 1900 - The Master of Fernhurst, 1900 - The Wooing of Val, 1900 - The Heir of Hascombe Hall, 1900 - In Cloister and Court; ou The White Flower of a Blameless Life, 1900 - After Worcester, 1901 - Bob and Bill, 1901 - A Gordon Highlander, 1901 - Olivia's Experiment, 1901 - True Stories of Girl Heroines, 1901 - Tregg's Triumph, 1901 - Princess Fairstar, 1901 - Alwyn Ravendale, 1902 - My Lady Joanna, 1902 - Gabriel Garth, Chartist, 1902 - The Boys of the Red House, 1902 - A Princess's Token, 1902 - Short Tales from Storyland, 1902 - The Secret of Maxshelling, 1902 - Tiny and Her Grandfather, 1902 - Where there's a Will, 1902 - White Wyvill and Red Ruthven, 1902 - To the Rescue, 1902 - In Fair Granada, 1902 | - For the Faith, 1902 - Dulcie's Little Brother, 1903 - The Conscience of Roger Trehern, 1903 - Under Two Queens, 1903 - Called of Her Country, 1903 - Cambria's Chieftain, 1903 - The Niece of Esther Lynne, 1903 - The Percivals, 1903 - Audrey Marsh, 1903 - The Squire's Heir; ou The Secret of Rochester's Will, 1903 - Fallen Fortunes, 1903 - The Children's Crusade, 1904 - The Faith of Hilary Lovel, 1904 - The Jilting of Bruce Heriot, 1904 - Little Lady Val, 1904] - The Sisters of Silver Sands, 1904 - The Three Graces, 1904 - Our Winnie; and, The Little Match Girl, 1904 - Ringed by Fire, 1904 - The Castle of the White Flag, 1904 - Barbara's Brothers, 1905 - In Northern Seas, 1905 - Uncle Boo, 1905 - The Secret of Wold Hall, 1905 - In Pursuit of a Phantom, 1905 - Madam of Clyst Peveril, 1905 - Miss Greyshott's Girls, 1905 - Treasure Trove, 1905 - The Family, 1905 - Jim Trelawny, 1905 - Dufferin's Keep, 1905 - Two Bright Shillings, 1905 - Smouldering Fires, 1905 - Guy Fulkes of the Towers, 1906 - The Master of Marshlands, 1906 - In the Wars of the Roses, 1906 - Our Great Undertaking, 1906 - The Magic Island, 1906 - A Heroine of France, 1906 - Dickie and Dorrie, 1906 - The Defence of the Rock, 1906 - In A Land of Beasts, 1906 - A Motherless Maid, 1906 - Percy Vere, 1906 - Lady Elizabeth and the Juggernaut, 1906 - Married in Haste, 1907 - Carol Carew, 1907 - Clanrickard Court, 1907 - Ruth Ravelstan, the Puritan's Daughter, 1907 - The Erincourts, 1907 - Miss Lorimer of Chard, 1907 - Knights of the Road, 1907 - Superfluous Sisters, 1907 - The Cossart Cousins, 1908 - The Family Next Door, 1908 - Gowrie's Vengeance, 1908 - Greyfriars, 1908 - The Guardianship of Gabrielle, 1908 - Hilary Quest, 1908 - Stepsister Stella, 1908 - Co-Heiresses, 1909 - A Wilful Maid, 1909 - A Lad of London Town, 1909 - Half-A-Dozen Sisters, 1909 - The City of the Golden Gate, 1909 - The Lady of Shall Not, 1909 - A Pair of Originals, 1909 - A Queen of Hearts, 1909 - General John, 1910 - The House of Silence, 1910 - Ursula Tempest, 1910 - A Will in a Well, 1910 - In Grandfather's Garden, 1910 - The Wife of Arthur Lorraine, 1910 - Clive Lorimer's Marriage, 1911 - The Lady of the Bungalow, 1911 - Dickie and Dorrie at School, 1911 - A Disputed Heritage, 1911 - The Evolution of Sara, 1911 - Cantacute Towers (pseud. Cecil ADAIR), 1911 - Patricia Pendragon (pseud. Evelyn WARD), 1911 - Duckworth's Diamonds, 1912 - Galbraith of Wynyates, 1912 - Tommy and the Owl, 1912 - Miss Mallory of Mote, 1912 - The Yellow Pup, 1912 - Aunt Patience, 1912 - Inchfallen, 1913 - Defiant Diana, 1913 - Loyal Hearts and True, 1913 - The Price of Friendship, 1913 - Marcus Quayle, MD, 1913 - Gabriel's Garden (pseud: Cecil ADAIR), 1913 - Barbed Wire, 1914 - Blackladies, 1914 - The Double House, 1914 - The House on the Cliff, 1914 - 'Confirmed Bachelor', 1915 - The Heronstoke Mystery, 1915 - Herndale's Heir, 1915 - The Heiress of Swallowcliffe, 1915 - Mist Pool (pseud: Cecil ADAIR), 1915 - Adventurous Anne, 1916 - Dashing Dick's Daughter, 1916 - The Temptation of Mary Lister, 1917 - Eyes of Eternity, 1918 - Sweepie, 1918 - The Freedom of Fenella, 1918 - Firebrand, 1919 - Monster's Mistress, 1919 - The Cactus Hedge (pseud: Cecil ADAIR), 1919 - Mrs Desmond's Daughter, 1919 - A Difficult Half-Dozen, 1919 - Billy's Bargain, 1920 - The Silver Tea-Shop, 1920 - Daddy's Ducklings, 1921 - Miss Anne Thrope, 1921 - Magic Emeralds, 1921 - Queen's Manor School, 1921 - The Son Who Came Back, 1922 - The Tyrant of Tylecourt, 1922 - The Expectation Aunt, 1923 - Lynette Lynton, 1923 - Lossie of the Mill, 1924 - Twins at Tachbury, 1924 - The Revolt of Waydolyn (ou The Revolt of Winnie), 1924 - Ghost Hall, 1925 - The Tragedy of Trifles, 1925 - Whispering Trees (pseud: Cecil ADAIR), 1925 - The Back Number, 1926 - Sheila Mary, 1926 - Claud, the Charmer, 1927 - The Two Barbaras, 1927 - Sapphire and Emerald (Ed. Stanley Paul & Co., 1928), 1928 - Uncle Quayle, 1928 - Miss Gosshawk of Gosshawk, 1929 - Quettenden's Folly, 1929 - The Genius of Gerald, 1930 - The Curse of Carlyon, 1931 - Monk Maltravers, 1931 - Tall Chimneys, 1931 - Ralph Roxburgh's Triumph, 1931 - The Romance of Vivian Adene, 1932 - The Squire's Daughters, 1932 - His Mother's Book (pseud: H F E), 1932 - Hills of the West (pseud: Cecil ADAIR), 1932 - The Island of Avilion (pseud: Cecil ADAIR), 1932 - The Shining Strand (pseud: Cecil ADAIR), 1933 - The Imprudence of Carol Carew, 1933 - Under the Old Oaks, 1933 - An Orchard Idyll, 1933 - The Secret of the Old House (com Dorothy KING), 1942 - Lost Treasure of Trevlyn - Cycling For Ladies - By the Sea - Miss Rachel's Romance - The Mistress of Lydgate Priory - Paul Harvard's Campaign - Francesca, (Ed. Staley Paul e Co) - Maid of the Moonflower, (Ed. Staley Paul e Co) |

## Evelyn Everett-Green no Brasil
- “Francesca”, sob o pseudônimo Cecil Adair, foi o volume 3 da Coleção Biblioteca das Moças, da Companhia Editora Nacional, tradução de Godofredo Rangel em 1935.